# La biblia Manga

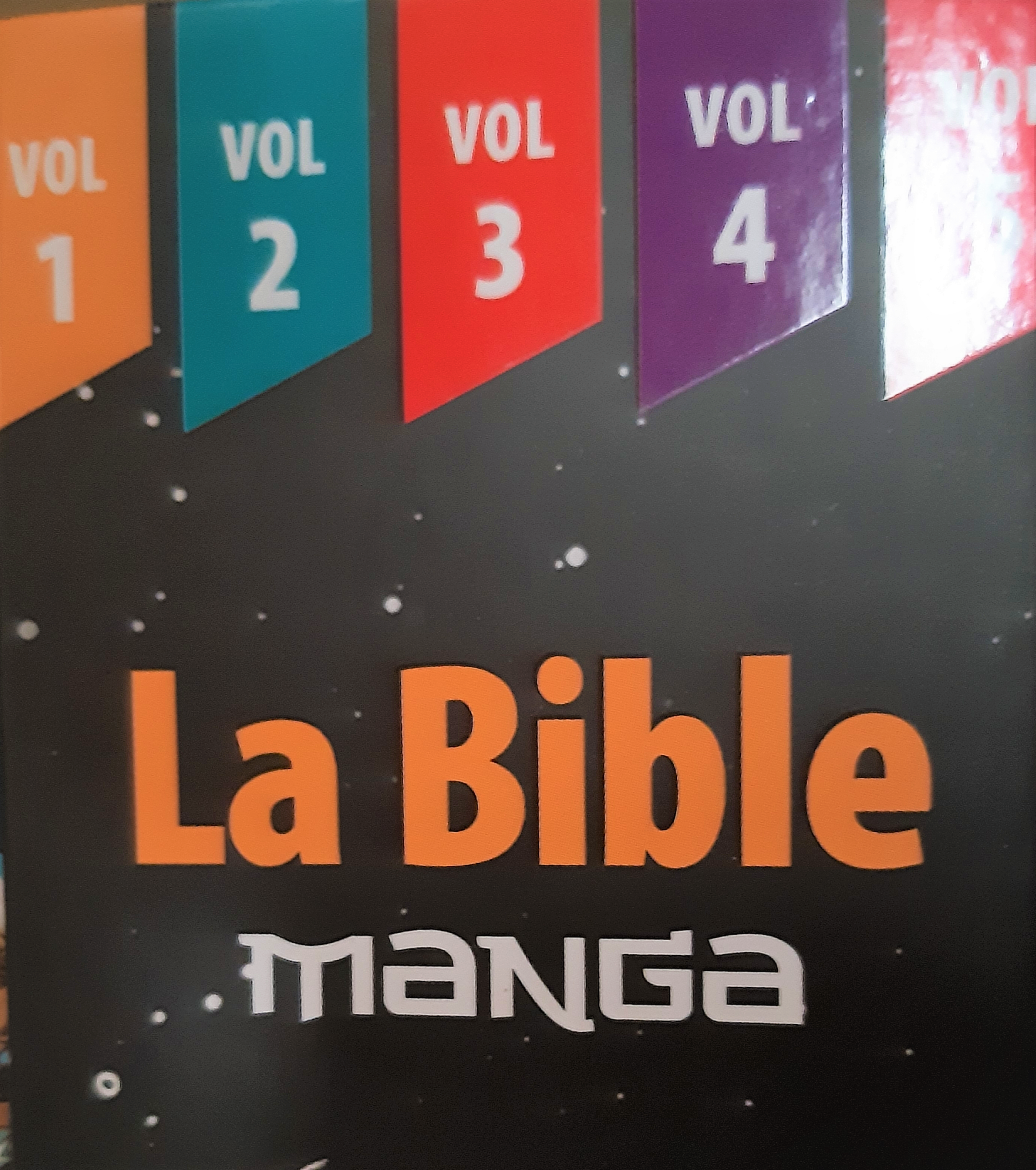
Imagen del título de La Biblia Manga cot todas sus ediciones

La Biblia Manga, cuyo título original en inglés es The Manga Bible, es una serie manga de cinco volúmenes basados en la Biblia cristiana, publicada por la editorial británica Hodder and Stoughton y escrita por el japonés Hidenori Kumai. Los dos primeros libros están dibujados por Kozumi Shinozawa, y demás por Ryo Azumi. El primer libro, basado en los evangelios del Nuevo Testamento, se publicó en 2006.